# Platybrachium
Platybrachium is een geslacht van weekdieren uit de klasse van de Gastropoda (slakken).

## Soort
- Platybrachium antarcticum Minichev, 1976